# 4648 Tirion
4648 Tirion eller 1931 UE är en asteroid i huvudbältet, som upptäcktes 18 augusti 1931 av den tyske astronomen Karl Wilhelm Reinmuth i Heidelberg. Den har fått sitt namn efter den holländske kartografen Wil Tirion.
Asteroiden har en diameter på ungefär 30 kilometer och den tillhör asteroidgruppen Klio.